# Berner Filmpreis
Der Berner Filmpreis (auch: Filmpreis des Kantons Bern) ist eine jährliche Auszeichnung für künstlerisch herausragende Kino- und Festivalfilme. Nebst ganzen Filmen können auch Einzelleistungen in allen Bereichen des Filmschaffens (z. B. Regie, Drehbuch, Kamera, Filmmusik, Darstellung, Ausstattung, Kostüme, Schnitt) ausgezeichnet werden. Der Preis wird von der Berner Filmförderung im Amt für Kultur des Kantons Bern ausgeschrieben. Nebst Hauptpreisen werden auch Anerkennungspreise, Nachwuchsförderpreise sowie Publikumspreise verliehen.

## Preisträger
1995
- Zwischentöne – Filmpreis (Regie: Bernhard Nick)
- Der Stand der Bauern – Dokumentarfilmpreis (Regie: Christian Iseli)

1996
- Besser und besser – Filmpreis (Regie: Alfredo Knuchel & Norbert Wiedmer)
- Schlaraffenland – Filmpreis (Regie: Felix Tissi)

1997
- Das Schweigen der Männer – Filmpreis (Regie: Clemens Klopfenstein)

1998
- Zakir and his Friends – Filmpreis (Regie: Lutz Leonhardt)

1999
- Schlagen und Abtun – Filmpreis (Regie: Norbert Wiedmer)
- Alvaro Bizzarri – Ehrung

2000
- Jour de nuit – Filmpreis (Regie: Dieter Fahrer & Bernhard Nick)
- Une synagogue à la campagne – Dokumentarfilmpreis (Regie: Franz Rickenbach)
- Morphologies – Kurzfilmpreis (Regie: Franz Martig)

2001
- Big Mac Small World – Filmpreis (Regie: Peter Guyer)
- Q – Begegnungen auf der Milchstrasse – Filmpreis (Regie: Jürg Neuenschwander)
- Viva la muerte – Es lebe der Tod – Filmpreis (Regie: Felix Tissi)
- Juntos – Un retour en Argentine – Förderpreis (Regie: Raphaëlle Aellig Régnier & Norbert Wiedmer)
- Luora – Animationsfilmpreis (Regie: Carlo Piaget)

2009
- Tag am Meer – Filmpreis (Regie: Moritz Gerber)
- Sounds and Silence – Dokumentarfilmpreis (Regie: Peter Guyer & Norbert Wiedmer)
- Balthasar Jucker – Anerkennungspreis für den Ton für Sounds and Silence
- Emozioniere – Nachwuchsförderpreis (Regie: Simon Baumann & Andreas Pfiffner)
- MacGuffin – Nachwuchsförderpreis (Regie: Mojgan Ghanaatgar)
- Vandalen – Nachwuchsförderpreis (Regie: Simon Steuri)

2010
- Pizza Bethlehem – Dokumentarfilmpreis (Regie: Bruno Moll)
- Unser Garten Eden – Dokumentarfilmpreis (Regie: Mano Khalil)
- La Fille & le Chasseur – Animationsfilmpreis (Regie: Jadwiga Kowalska)
- Nachkriegszeit – Nachwuchsförderpreis (Regie: Valentin Kemmner & Sophie Reinhard)

2011
- Messies, ein schönes Chaos – Dokumentarfilmpreis (Regie: Ulrich Grossenbacher)
- Christine Repond – Regiepreis für Silberwald
- Res Balzli – Regiepreis für Bouton
- Eisprung – Nachwuchsförderpreis (Regie: Loretta Arnold)
- Handschlag – Nachwuchsförderpreis (Regie: Gregor Frei)

2012
- Mary & Johnny (Samuel Schwarz)
- Er/ich (Karin Bachmann)
- Traumfrau (Oliver Schwarz)
- Marcus Signer (für die Schauspielleistung in Mary & Johnny)

2013
- Harry Dean Stanton: Partly Fiction (Sophie Huber)
- Zum Beispiel: Suberg (Simon Baumann)
- Halb so wild (Jeshua Dreyfus)

2014
- Der Goalie bin ig (Sabine Boss)
- Elégie pour un phare (Dominique de Rivaz)
- Life in Progress (Irene Loebell)
- Timber (Nils Hedinger)

2015
- Heimatland (Stefan Eichenberger)
- Après l'hiver (Bastien Bösiger, Adrien Bordone)
- Replika (Luc Walpoth)
- The Five Minute Museum (Schattenkabinett)
- Flirt (Rahel Gerber)

2016
- Welcome to Iceland – Filmpreis (Regie: Felix Tissi)
- Zen for Nothing – Dokumentarfilmpreis (Regie: Werner Penzel)
- Gyrischachen – von Sünden, Sofas und Cervelats – Dokumentarfilmpreis (Regie: Sonja Mühlemann, Produktion: Norbert Wiedmer)
- The Holycoaster s(HIT) Circus (Dennis Schwabenland und Sascha Engel)
- Ivan's Need – Animationsfilmpreis (Manuela Leuenberger, Veronica L. Montaño und Lukas Sute)
- Raff Fluri – Spezielle Erwähnung der Jury für Das kalte Herz (1933, digitale Restauration 2016)[2]

2017
- Spira Mirabilis – Dokumentarfilm (Regie: David Fonjallaz und Louis Mataré)
- Kinder machen – Dokumentarfilm (Regie: Ulrich Grossenbacher und Barbara Burger)
- Encordés – Dokumentarfilm (Regie: David Fonjallaz und Louis Mataré)
- Linda Harper – Anerkennungspreis Kostümbild und Styling
- Aline Höchli – Nachwuchspreis Animation

2018
- Die Vierte Gewalt – Dokumentarfilm (Regie: Dieter Fahrer)
- Das Leben vor dem Tod – Dokumentarfilm  (Regie: Gregor Frei)
- I am truly a Drop of Sun on Earth – Spielfilm (Regie: Elene Naveriani)
- Coyote – Animationsfilm (Regie: Lorenz Wunderle)

2019
- Tscharniblues II – Dokumentarfilm (Regie: Aron Nick)
- African Mirror – Dokumentarfilm (Regie: Mischa Hedinger)
- Alexia, Kevin & Romain – Dokumentarfilm (Regie: Adrien Bordone)
- Empreintes/Framework – Kurzfilm (Regie: Jasmin Gordon)

2020
- Contradict – Dokumentarfilm (Regie: Peter Guyer und Thomas Burkhalter)
- Warum Schnecken keine Beine haben – Animationskurzfilm (Regie: Aline Höchli)
- Jean Cotter – Anerkennungspreis Maskenbild
- Tote Tiere – Nachwuchspreis Kurzfilm (Regie: Remo Rickenbacher und David Oesch)

2021
- Nachbarn Spielfilm (Regie: Mano Khalil)
- Das Mädchen und die Spinne Spielfilm (Regie: Ramon und Silvan Zürcher)
- Ostrov – Die verlorene Insel Dokumentarfilm (Regie: Svetlana Rodina und Laurent Stoop)

2022
- Schwarzarbeit Dokumentarfilm (Regie: Ulrich Grossenbacher)
- Wet Sand Spielfilm (Regie: Elene Naveriani)
- Für immer Sonntag Dokumentarfilm (Regie: Steven Vit)
- Dude Animationsfilm (Regie: Konstantin Rosshoff, Tokay und Marco Jörger)

2023
- The DNA of Dignity (Regie: Jan Baumgartner)
- Bratsch – Ein Dorf macht Schule (Regie: Norbert Wiedmer)
- Peter K. – Alleine gegen den Staat (Regie: Laurent Wyss)
- Lucienne Lanaz Spezialpreis für das Lebenswerk und das langjährige unermüdliche Engagement als Autorin, Regisseurin und Produzentin